# 일차 전지
1차 전지(一次電池, 영어: primary cell)는 전지 내의 전기화학반응이 비가역적이기 때문에 한 번 쓰고 버려야 하는 일회용 전지를 일컫는다. 충전하여 재사용이 가능한 이차 전지와는 달리, 1차 전지는 전지 내에 전류를 흘려 줌으로써 방전 시에 일어난 화학 반응을 역으로 되돌리는 것이 불가능하다. 화학반응자들(리튬 전지에서의 리튬과 같은 원소들)은 전지에 역방향의 전류를 걸어 준다고 해서 본래의 위치로 되돌아가지 않으며, 따라서 전지의 용량이 회복되지도 않는다. 일차 전지는 양극과 음극 중 어느 한쪽, 또는 양쪽 모두를 소진함으로써 수명을 다한다.

## 2차 전지와의 비교
2차 전지(secondary cell)는 '1차 전지'에 비해 비싸지만 충전하여 여러 번 사용함으로써 더 경제적일 수 있다. 이에 비해 일차 전지는 장기간 에너지를 보존해야 하는 경우에 더 적합하다. 일차 전지는 2차 전지에 비해 자연방전이 훨씬 느리게 일어나도록 제작될 수 있다. 장기간 소량의 전류를 필요로 하는 연기 감지기와 같은 경우 이차 전지를 사용하면 자연방전에 의한 손실이 장치 자체를 유지하는 데 필요한 손실보다 커짐에 따라 비경제적이 되며 수 일에서 수 주 내에 전지를 교환해야 하게 된다. 비축전지(reserve battery)는 전지를 구성하는 양극, 음극, 전해질과 같은 구성 원소들을 분리해서 보관하고 있다가 전지를 써야 할 때 즉시 결합하여 사용하는 방식으로, 수십 년 이상의 긴 시간 동안 에너지를 보존하기 위해 제작된다. 이러한 전지는 비싸지만 군수품 등에 이용될 수 있는데, 군수품은 장시간 보관하다가 급히 사용하는 경우가 있기 때문이다.

## 같이 보기
- 연료전지